# Pimpinella erlangeri
Pimpinella erlangeri är en flockblommig växtart som beskrevs av Adolf Engler. Pimpinella erlangeri ingår i släktet bockrötter, och familjen flockblommiga växter. Inga underarter finns listade i Catalogue of Life.